# Altamira do Maranhão
Altamira do Maranhão – miasto i gmina w Brazylii, w Regionie Północno-Wschodnim, w stanie Maranhão.  
Ma powierzchnię 721,5 km². Według danych ze spisu ludności w 2010 roku gmina liczyła 11 063 mieszkańców, a gęstość zaludnienia wynosiła 15,34 osób/km². Dane szacunkowe z 2019 roku podają liczbę 8128 mieszkańców. 
W 2017 roku produkt krajowy brutto per capita wyniósł 6999,63 reali brazylijskich.
Gminę utworzono w grudniu 1961 roku, wcześniej tereny te administracyjnie były przynależne do gminy Vitorino Freire.